# Grand Prix d'Ouverture La Marseillaise 1982
Il Grand Prix d'Ouverture La Marseillaise 1982, conosciuto anche come Grand Prix de Bessèges, terza edizione della corsa, si svolse il 1º febbraio 1982 su un percorso di 124 km, con partenza da Bessèges e arrivo a Alès, in Francia. La vittoria fu appannaggio del francese Bernard Hinault, che completò il percorso in 2h54'02", alla media di 42,750 km/h, precedendo l'olandese Ad Wijnands ed il connazionale Pierre-Henri Menthéour.

## Ordine d'arrivo (Top 10)
| Pos. | Corridore              | Squadra | Tempo    |
| ---- | ---------------------- | ------- | -------- |
| 1    | Bernard Hinault        | Renault | 2h54'02" |
| 2    | Ad Wijnands            | TI      | s.t.     |
| 3    | Pierre-Henri Menthéour | Coop    | s.t.     |
| 4    | Serge Beucherie        | Sem     | s.t.     |
| 5    | Hubert Seiz            | Cilo    | s.t.     |
| 6    | Alain Vigneron         | Renault | s.t.     |
| 7    | Ludo Peeters           | TI      | s.t.     |
| 8    | Laurent Fignon         | Renault | a 6'50"  |
| 9    | Eric Dall'Armellina    | Sem     | a 7'02"  |
| 10   | Marcel Russenberger    | Cilo    | s.t.     |